# Edward Robert Lawrence

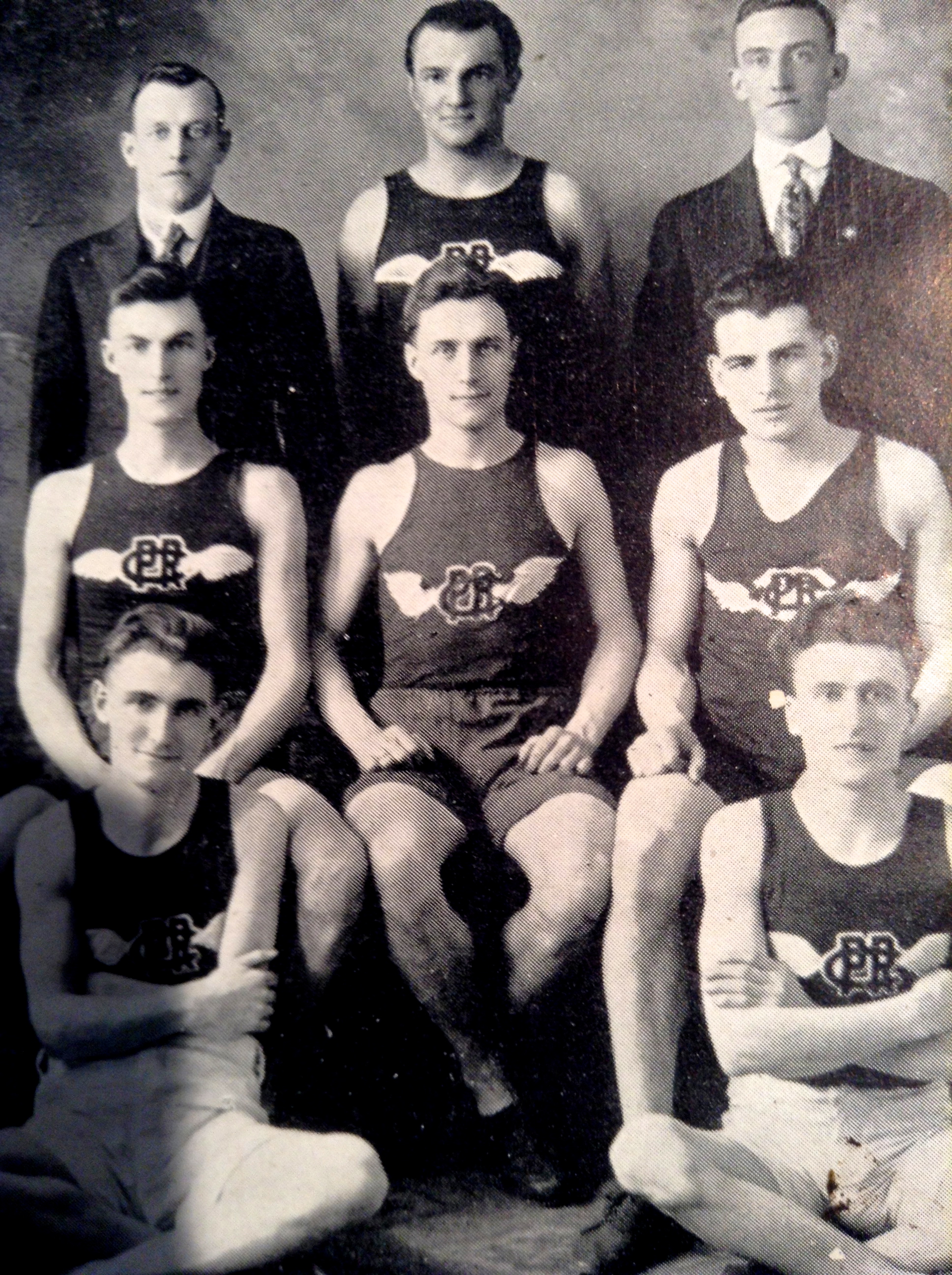

Edward Lawrence, né le 1er janvier 1899, est un coureur de fond et demi-fond canadien. Il participe aux Jeux olympiques d'Anvers de 1920 dans les courses du 1 500 m et 10 000 m. Au 1 500 m, il enregistre un temps de  4:03.9 en demi-finale lui donnant le 5e rang. Au 10 000 m, il termine au 6e rang en demi-finale avec un temps de 33:08.5.
Au niveau local, Eddie Lawrence remporte la "Sylver Cup" le 23 octobre 1920 pour avoir remporté les honneurs de la course annuelle du club C.P.R.A.A.A ainsi que celles des deux éditions précédentes.